# Régnié

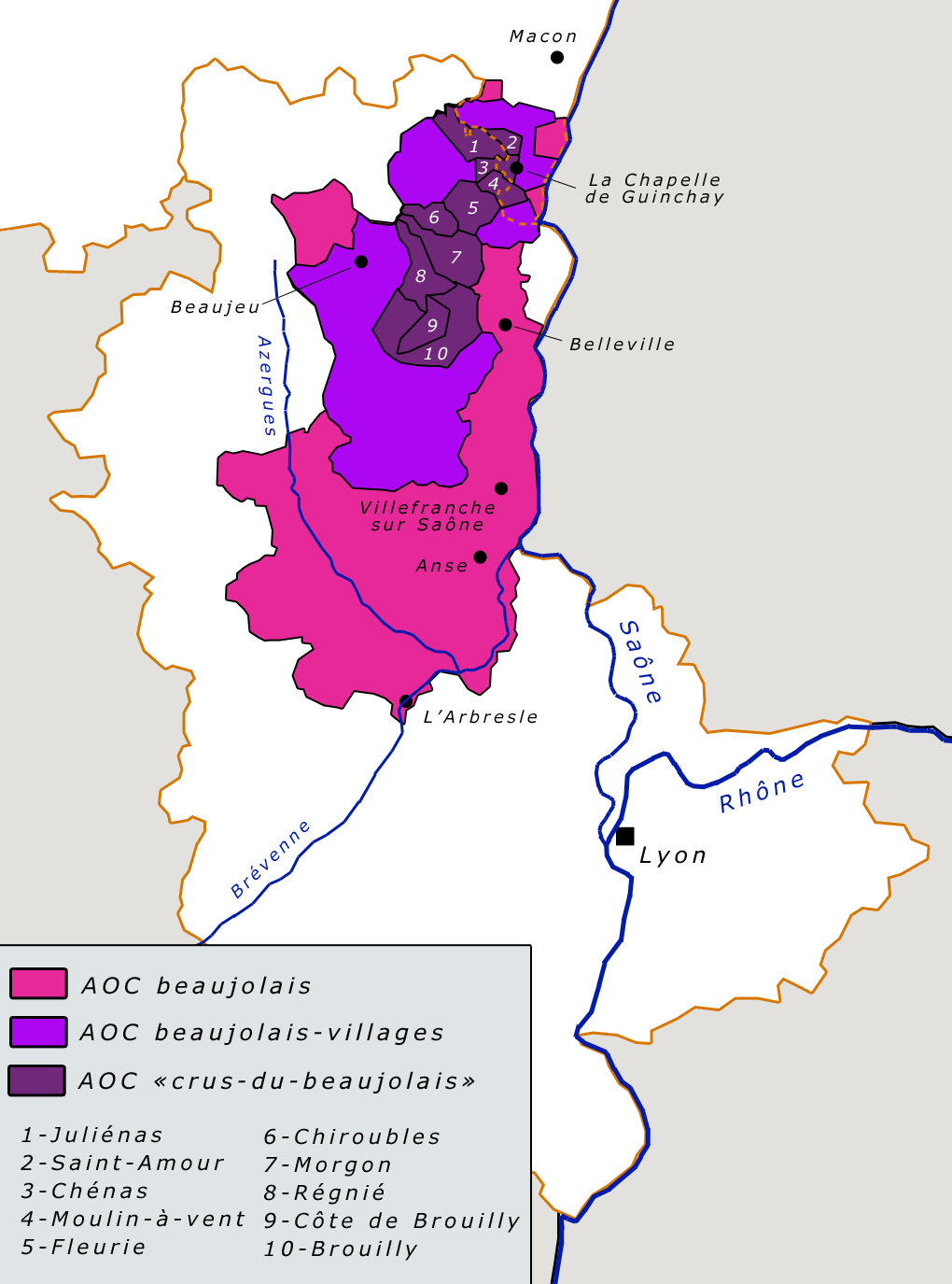
Übersichtskarte des Weinbaugebiets Beaujolais inklusive der zehn Crus

Das französische Weinbaugebiet Régnié ist eines der zehn Cru des Beaujolais. Das Gebiet erhielt am 20. Dezember 1988 den Status einer Appellation d’Origine Contrôlée (kurz AOC). Die 752 Hektar Rebfläche liegen auf den Gemeinde-Gebieten von Régnié-Durette und Lantignié (auf diese Gemeinde entfallen jedoch nur 5,93 Hektar) im Département Rhône. Die Zone liegt auf einer Höhe von 300 bis 500 m ca. 30 km südwestlich von der Stadt Mâcon. Das Gebiet Régnié ist das jüngste Beaujolais-Cru und liegt zwischen Morgon im Norden und Brouilly im Süden. Seine Lagen gehören zu den höchsten gelegenen und westlichsten aller Beaujolais-Crus.
Hier entstehen Rotweine aus der Rebsorte Gamay, die leichter und mundiger als die meisten anderen Beaujolais-Crus sind. Die Weine werden mit der traditionellen Kohlensäure-Maischung bereitet. Diese Methode der Weinherstellung ist langsam und eignet sich nicht zur Herstellung von Beaujolais Nouveau, ergibt aber deutlich bessere Weine.
Nach einer Lagerung von drei bis fünf Jahren sollte Régnié bei einer Trinktemperatur von 13–15 °C genossen werden.
Für eine Flasche Régnié muss man in der Regel vier bis sieben Euro ausgeben. Die Gemeinde hat in unmittelbarer Nähe der Kirche den Keller Caveau des Deux Clochers eingerichtet, in dem verschiedenste Weine der Region verkostet und gekauft werden können.
Die anderen Beaujolais-Cru-Weine sind Brouilly, Chénas, Chiroubles, Côte de Brouilly, Fleurie, Juliénas, Moulin à Vent, Morgon und Saint-Amour.